# Liste der Monuments historiques in Courcy (Marne)
Die Liste der Monuments historiques in Courcy führt die Monuments historiques in der französischen Gemeinde Courcy auf.

## Liste der Objekte
| Bezeichnung                | Beschreibung                                                    | Standort                                         | Kennzeichnung | Schutzstatus    | Datum  | Bild |
| -------------------------- | --------------------------------------------------------------- | ------------------------------------------------ | ------------- | --------------- | ------ | ---- |
| Kirchenfenster             | aus dem 16. Jahrhundert; während des Ersten Weltkriegs zerstört | in der Kirche St-Hippolyte-et-Ste-Thérèse (Lage) | PM51001492    | Classé gelöscht | ? 1942 |      |
| Skulptur Heiliger Hippolyt | Stein, 17. Jahrhundert                                          | in der Kirche St-Hippolyte-et-Ste-Thérèse (Lage) | PM51000332    | Classé          | 1908   |      |